# Kupon lari
El kupon lari (en georgiano: ქართული კუპონი) fue una moneda de transición que circuló en Georgia desde el 5 de abril de 1993 hasta el 2 de octubre de 1995.
Hasta la introducción de esta moneda en Georgia se usó el rublo soviético. En 1993 se introdujo el cupón con una tasa de cambio de 1 SUR = 1 cupón. En la primera década de los años 90, Georgia, al igual que muchas otras ex-repúblicas soviéticas, sufrió una tasa elevada de inflación, haciendo que se llegasen a imprimir billetes de hasta 1 millón de cupones. Tampoco se acuñaron monedas metálicas durante este periodo.
La primera serie de billetes impresa en 1993, tienen como anverso una vista de la ciudad de Tiflis. La segunda serie de billetes impresa en 1994 aportaba mayores denominaciones y sus diseños eran más simples, con la indicación de la denominación y unos racimos de uvas.
El 2 de octubre de 1995 se introdujo un nuevo lari que sustituyó a los cupones a razón de 1 GEL = 1 000 000 de cupones.

## Billetes
| Denominación      | Color predominante | Imagen del anverso | Imagen del reverso |
| ----------------- | ------------------ | ------------------ | ------------------ |
| 1 Cupón           | Rojo               |                    |                    |
| 3 Cupones         | Violeta            |                    |                    |
| 5 Cupones         | Marrón             |                    |                    |
| 10 Cupones        | Verde oliva        |                    |                    |
| 50 Cupones        | Azul               |                    |                    |
| 100 Cupones       | Gris               |                    |                    |
| 250 Cupones       | Azul/Violeta       |                    |                    |
| 500 Cupones       | Violeta            |                    |                    |
| 1000 Cupones      | Azul               |                    |                    |
| 2000 Cupones      | Verde              |                    |                    |
| 3000 Cupones      | Gris               |                    |                    |
| 5000 Cupones      | Verde              |                    |                    |
| 10 000 Cupones    | Violeta            |                    |                    |
| 20 000 Cupones    | Violeta/Rosa       |                    |                    |
| 25 000 Cupones    | Naranja            |                    |                    |
| 30 000 Cupones    | Naranja            |                    |                    |
| 50 000 Cupones    | Rojo               |                    |                    |
| 100 000 Cupones   | Verde/Violeta      |                    |                    |
| 100 000 Cupones   | Azul/Gris          |                    |                    |
| 150 000 Cupones   | Azul/Violeta       |                    |                    |
| 250 000 Cupones   | Rojo/Verde         |                    |                    |
| 500.000 Cupones   | Violeta/Azul       |                    |                    |
| 1 000 000 Cupones | Rosa               |                    |                    |